# Hopy
Hopy, dodatkowa nazwa w języku kaszubskim Hopë, niem. Hoppen – wieś kaszubska w Polsce, położona w województwie pomorskim, w powiecie kartuskim, w gminie Przodkowo, przy drodze wojewódzkiej nr 224.
| SIMC    | Nazwa             | Rodzaj    |
| ------- | ----------------- | --------- |
| 0169532 | Buczyno           | część wsi |
| 0169549 | Wilanowo Załęskie | część wsi |

## Nazwa miejscowości
Miejscowość utrwalona po raz pierwszy na mapie Schröttera z końca XVIII w. w niemieckiej formie Hoppen. Nazwa ta stale występowała w niemieckich źródłach, niekiedy pojawiała się też nazwa Hoppenzellen, czyli 'zagroda, gospodarstwo Hoppego'. Po polskiej stronie oprócz współczesnej formy Hopy występowały też zapisy: Hopowo, Hopowa Huta i Hopowskie Pustki. Drugi człon ostatniej nazwy oznacza w języku kaszubskim 'kolonię', 'wybudowanie'. Nazwa pochodzi od popularnego na Kaszubach nazwiska Hoppe,  (w kaszubskiej wymowie Hopa) wywodzącego się od dolnoniemieckiego rzeczownika Hoppe (odpowiednika ogólnoniemieckiego Hopfen), czyli 'chmiel'. Wariant Hopy jest zbiorowym określeniem rodziny państwa Hopów. Od tego samego nazwiska wzięła też swoją nazwę wieś Hopowo w sąsiedniej gminie Somonino.
Słownik geograficzny Królestwa Polskiego i innych ziem słowiańskich z końca XIX w. podaje, że osada powstała na miejscu wytrzebionych lasów około roku 1639. Potwierdzeniem genezy miejscowości jest drugi człon jednej z historycznych jej nazw tj. Hopowa Huta. Określenie Huta wskazuje, że pierwotnie było to miejsce wypalania pni z karczowanych lasów i produkcji smoły, węgla drzewnego, dziegciu czy popiołu.
W latach 1954–1957 wieś należała i była siedzibą władz gromady Hopy, po jej zniesieniu w gromadzie Przodkowo. W latach 1975–1998 miejscowość administracyjnie należała do województwa gdańskiego.